# Alpinia tonrokuensis
Alpinia tonrokuensis är en enhjärtbladig växtart som beskrevs av Bunzo Hayata. Alpinia tonrokuensis ingår i släktet Alpinia och familjen Zingiberaceae. Inga underarter finns listade i Catalogue of Life.